# Liste der Monuments historiques in Obies
Die Liste der Monuments historiques in Obies führt die Monuments historiques in der französischen Gemeinde Obies auf.

## Liste der Bauwerke
| Bezeichnung | Beschreibung                  | Standort                | Kennzeichnung | Schutzstatus | Datum | Bild           |
| ----------- | ----------------------------- | ----------------------- | ------------- | ------------ | ----- | -------------- |
| Schloss     | Erbaut im 17./18. Jahrhundert | 75, rue d’En-Bas (Lage) | PA59000167    | Inscrit      | 2010  | weitere Bilder |